# 俞希孟
俞希孟（?—?），歙县人。
宝元元年吕溱榜進士，嘉佑二年荆湖南路转运使，歷官尚书祠部员外郎，田员外郎。官至殿中侍御史。御史中丞张昪稱：“希孟自入台以来，论事私邪，动多迎合。”